# Lialang
Lialang is een bestuurslaag in het regentschap Serang van de provincie Banten, Indonesië. Lialang telt 5234 inwoners (volkstelling 2010).